# Třída Freccia
Třída Freccia byla třída meziválečných torpédoborců italského královského námořnictva. Celkem byly postaveny čtyři jednotky pro italské námořnictvo a další čtyři objednalo Řecko jako třídu Hydra. Oba státy je nasadily za druhé světové války. Všechny italské a dva řecké torpédoborce byly za války ztraceny. Zbylé dva byly vyřazeny roku 1946. Nedostatkem plavidel této třídy byla jejich špatná stabilita.

## Stavba
Italské torpédoborce této třídy byly objednány jako doprovod italských těžkých křižníků. Pro italské námořnictvo byly postaveny čtyři jednotky, přijaté do služby v letech 1931–1932. Roku 1929 objednalo další čtyři torpédoborce Řecko, které reagovalo na objednávku torpédoborců tureckým námořnictvem. Řecká plavidla byla do služby přijata v letech 1932–1933.
Jednotky třídy Freccia:
| Jméno         | Uživatel | Založení kýlu | Spuštěna | Vstup do služby | Osud |
| ------------- | -------- | ------------- | -------- | --------------- | --- |
| Freccia       | Itálie   | 1929          | 1930     | říjen 1931      | Dne 8. srpna 1943 byl u Janova potopen náletem. |
| Dardo         | Itálie   | 1929          | 1930     | leden 1932      | Po italské kapitulaci v září 1943 v Janově zajat Němci. Sloužil jako TA 31. Dne 25. října 1944 byl poškozen americkým náletem. Dne 24. dubna 1945 byl potopen. |
| Saetta        | Itálie   | 1929          | 1932     | květen 1932     | Dne 3. února 1943 se v centrálním Středomoří potopil na mině.                                                                                                  |
| Strale        | Itálie   | 1929          | 1931     | únor 1932       | Dne 21. června 1941 najel u mysu Bon na skaliska. Později byl zničen britskou ponorkou HMS Turbulent                                                           |
| Hydra         | Řecko    | 1930          | 1931     | listopad 1932   | Dne 22. dubna 1941 byl poblíž Athén potopen německými bombardéry.                                                                                              |
| Kountouriotis | Řecko    | 1930          | 1931     | listopad 1932   | Za války sloužil v rámci Royal Navy (trupové číslo H 38). Upraven na eskortní torpédoborec. Vyřazen 1946.                                                      |
| Psara         | Řecko    | 1931          | 1932     | květen 1933     | Dne 20. dubna 1941 byl poblíž Athén potopen německými a italskými bombardéry.                                                                                  |
| Spetsai       | Řecko    | 1931          | 1932     | květen 1933     | Za války sloužil v rámci Royal Navy jako (trupové číslo H 07). Upraven na eskortní torpédoborec. Vyřazen 1946.                                                 |

## Konstrukce

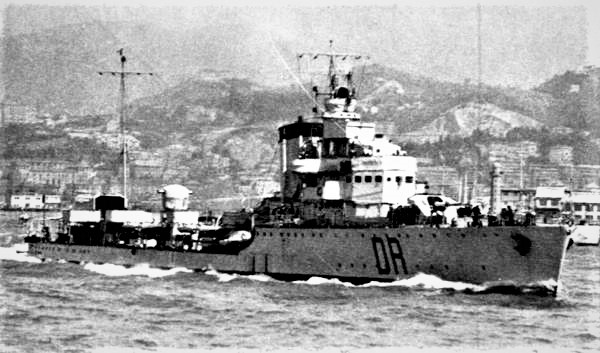
Dardo

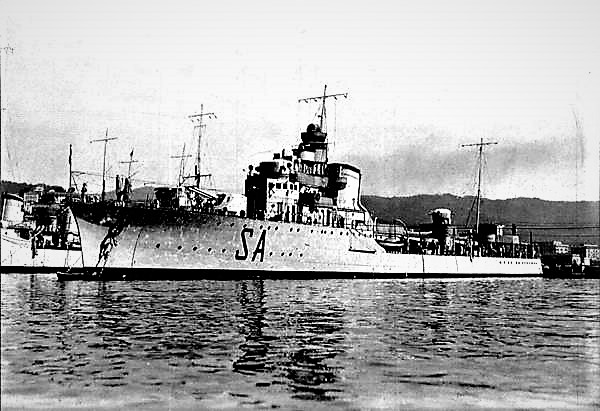
Saetta

### TřídaFreccia
Výzbroj tvořily čtyři 120mm kanóny ve dvoudělových věžích, dva 40mm protiletadlové kanóny, čtyři 13,2mm kulomety a dva trojhlavňové 533mm torpédomety. Mohly nést až 54 min. Pohonný systém tvořily tři kotle Thornycroft a dvě sady turbín Parsons o výkonu 44 000 hp, pohánějící dva lodní šrouby. Nejvyšší rychlost dosahovala 38 uzlů.

### TřídaHydra
Řecká plavidla měla odlišnou výzbroj, kterou tvořily čtyři jednohlavňové 120mm kanóny, tři 40mm kanóny a dva trojhlavňové 533mm torpédomety. První pár rovněž unesl až 40 min. Pohonný systém tvořily tři kotle Thornycroft a dvě sady turbín Parsons o výkonu 44 000 hp, pohánějící dva lodní šrouby. Nejvyšší rychlost dosahovala 38 uzlů.

### Modifikace
U třídy Freccia na začátku války její 40mm kanóny a 13,2mm kulomety nahradilo pět až šest 20mm kanónů Breda.
Britská úprava torpédoborců Spetsai (H 07) a Kountouriotis (H 38) na eskortní torpédoborce zahrnovala odstranění předního torpédometu a zadní dělové věže, které nahradil jeden 76mm kanón, dva 20mm kanóny, osm vrhačů a dva spouštěče hlubinných pum, přičemž instalován byl rovněž sonar typu 128.